# Dieth-Schreibung
Die Dieth-Schreibung ist ein Leitfaden zur Verschriftlichung schweizerdeutscher Dialekte. Er wurde nach den Beschlüssen der Schriftkommission der Neuen Helvetischen Gesellschaft (Gruppe Zürich) von deren Vorsitzendem Eugen Dieth verfasst und 1938 unter dem Titel Schwyzertütschi Dialäktschrift. Leitfaden einer einheitlichen Schreibweise für alle Dialekte herausgegeben.
Im Gegensatz zu der von Emil Baer und der Schwyzer Schproch-Biwegig geforderten einheitlichen schweizerdeutschen Schriftsprache wurde die Dieth-Schreibung mit dem Ziel geschaffen, die unterschiedlichen schweizerdeutschen Dialekte möglichst lautgetreu wiederzugeben und somit zu deren Erhaltung beizutragen. Dabei erschien einerseits ein zu starkes Anlehnen an die hochdeutsche Orthografie nicht sinnvoll, da diese die Aussprache nur teilweise wiedergibt (z. B. schreibt man Traum, Träume, um mit dem Umlaut ä des Plurals grafisch in der Nähe des Singulars zu bleiben; gesprochen wird jedoch /traʊm trɔɪmə/). Eine solche Schreibung ist nur geeignet, wenn Schreiber und Leser denselben Dialekt sprechen und die Aussprache somit allen klar ist. Andererseits entschied man sich aufgrund der Lesbarkeit auch gegen eine zu starke Lautnähe, bei der auch aussprachliche Angleichungen berücksichtigt werden (z. B. Si hexeit är sigschläch zwäxi.)
Hauptmerkmal der Dieth-Schreibung ist die konsequente Unterscheidung zwischen kurzen und langen Vokalen, die ausschliesslich durch Doppelschreibung gekennzeichnet werden, sowie zwischen kurzen, sanften (Lenes) und langen, starken Konsonanten (Fortes). Die Dieth-Schreibung hebt sich darin von der Bärndütsche Schrybwys ab, die bei den Berndeutsch schreibenden Autoren eine lange Tradition hat, sich stärker am hochdeutschen Schriftbild orientiert und von Werner Marti kodifiziert worden ist.

## Regeln
Die folgenden Regeln beziehen sich auf die zweite, von Christian Schmid-Cadalbert bearbeitete und 1986 herausgegebene Auflage. Abweichungen zur Erstauflage sind separat aufgeführt.

### Vokale

#### Vokalqualität
Die offenen Varianten eines Vokals werden gegenüber den geschlossenen mit einem Accent grave bezeichnet.
|             | hell (vorne) | mittel (zentral) | dunkel (hinten) |
| ----------- | ------------ | ---------------- | --------------- |
| geschlossen | i (y) – ü    |                  | u               |
|             | ì (i) – ǜ    |                  | ù               |
| mittel      | e – ö        | e                | o               |
|             | è – ö̀        |                  | ò               |
| offen       | ä            | a                | a               |

Bernd. schribe (‹schreiben›), gschrìbe (‹geschrieben›); zürichd. stele, bernd. stèuue (‹stellen›); zürichd./bernd. stäle (‹stehlen›); bernd. Lüt (‹Leute›), fǜr (‹für›); zürichd. Öpfel, bernd. Ö̀pfu (‹Apfel›); bernd. ueche (‹nach oben›), ùsser (‹ausser›); baseld. Ooschtere (‹Ostern›), Òschte (‹Osten›); bernd. Lade (‹Laden›)
Der a-Laut kann je nach Dialekt heller (d. h. im Mundraum weiter vorne artikuliert) oder dunkler (weiter hinten artikuliert) sein. In der Schrift wird diese Unterscheidung jedoch nicht wiedergegeben.
Den unbetonten Vokal (Schwa) schreibt man als e, ausser wenn er besonders gefärbt ist. ä wird nur geschrieben, wenn es sich um einen klaren ä-Laut handelt, was in vielen alpinen Dialekten der Fall ist.
Baseld., bernd., luzernd., zürichd. mache, aber schwyzerd., urnerd. machä, bündnerd. macha, walliserd. machu (‹machen›)
Varianten
Kommt in einem Dialekt nur die offene Variante eines Vokals vor, so kann auf dessen Bezeichnung mithilfe des Accent grave verzichtet werden (z. B. bernd. lege statt lège oder offe statt òffe, da die geschlossenen e- und o-Laute im Berndeutschen nicht existieren). Alternativ kann auf die Bezeichnung der offenen Vokale komplett verzichtet werden, ausser es besteht Verwechslungsgefahr (wie bei bernd. Züüg (‹Sachen›), Zǜǜg (‹Züge›)) oder wenn offene und geschlossene Vokale direkt aufeinandertreffen (wie bei bernd. Pùut (‹Pult›) oder zürichd. mèèe (‹mähen›)). In beiden Fällen des Verzichts auf den Accent grave ist jedoch ein Rückschluss auf die genaue Aussprache nicht mehr ohne Weiteres möglich, was eigentlich nicht im Sinn der Dieth-Schreibung ist.
Für das geschlossene i kann auch der Buchstabe y verwendet werden. In diesem Fall schreibt man das offene i ohne Accent grave.
Bernd. schrybe, gschribe (statt schribe, gschrìbe)
Erstauflage
Dieth verwendete für den offenen e-Laut das Zeichen ë (anstatt è). Zudem benützte er für den geschlossenen i-Laut y (bei Länge, etwa zürichd. Zyt ‹Zeit›) oder i (bei sekundärer Kürzung alter Länge, etwa zürichd. Side ‹Seide›) und für den offenen i-Laut i (siehe auch weiter unten bei Vokalquantität).

#### Vokalquantität
Kurze Vokale werden einfach geschrieben, lange Vokale doppelt.
Bernd. afe (‹bereits›), aafaa (‹anfangen›); ùùraut (‹uralt›), lut (‹laut›)
Die Länge eines Vokals darf nicht wie im Hochdeutschen üblich mit Dehnungs-h oder Dehnungs-e gekennzeichnet werden. Auch die Einfachschreibung eines langen Vokals ist nicht im Sinne der Dieth-Schreibung.
Faarplaan (nicht Fahrplan); Paradiis (nicht Paradies); bernd. ììn (nicht ìhn)
Variante
Verwendet man y für den geschlossenen und i für den offenen i-Laut, so kann der lange geschlossene i-Laut auch y geschrieben werden (man vergleiche hierzu die Schreibung in Ortsnamen wie «Schwyz» oder in Familiennamen wie «Wyss»). In Mundarten, die lange und kurze geschlossene i-Laute kennen, muss hingegen zwischen y (kurz) und yy (lang) unterschieden werden.
Zürichd. Zyt (‹Zeit›, mit langem geschlossenem i-Laut; auch möglich: Zyyt)
Baseld. Zyt (‹Zeit›, mit kurzem geschlossenem i-Laut), aber myyde (‹meiden›, mit langem geschlossenem i-Laut)
Erstauflage
Nach der Erstauflage kann der geschlossene kurze i-Laut entweder y oder i geschrieben werden, der lange ausschliesslich y. Die offenen i-Laute schreibt man i (kurz) resp. ii (lang). Die folgende Tabelle gibt einen Überblick über die i-Laute inkl. Varianten der Erst- und Zweitauflage:
|           | 1. Aufl. = 2. Aufl. V. 2 | 1. Aufl. Variante | 2. Aufl. | 2. Aufl. Variante 1 |
| --------- | ------------------------ | ----------------- | -------- | ------------------- |
| geschl. i | y – y                    | i – y             | i – ii   | y – yy              |
| offenes i | i – ii                   | i – ii            | ì – ìì   | i – ii              |

#### Nasalierte Vokale
Nasalierte Vokale können mit einer Tilde gekennzeichnet werden.
Bernd. Bassä̃ (‹Bassin›), appenzellerd. Fẽẽschter (‹Fenster›), walliserd. Sũ (‹Sohn›)
Erstauflage
Die Erstauflage verwendet anstelle der Tilde das hochgestellte n, um den vorausgehenden Vokal als nasaliert zu kennzeichnen (z. B. bernd. Bassäⁿ).

#### Diphthonge und Triphthonge
Zwielaute und Dreifachlaute schreibt man grundsätzlich so, wie man sie ausspricht. Wird der erste Vokal lang ausgesprochen, schreibt man ihn doppelt.
Bernd. Gluet (‹Glut›), lieb (‹lieb›), lòuffe (‹laufen›), äuuä (‹wohl›, ‹wohl kaum›), Wiudsòu (‹Wildschwein›); Gfüeu (‹Gefühl›), Schueu (‹Schule›), ieu (‹ja›), ghèie (‹fallen›)

### Konsonanten

#### Verschlusslaute
| kurz/schwach | b    | d    | g  |
| lang/stark   | p/pp | t/tt | gg |

Bernd. Bass (‹Bass›), Pass (‹Pass›); aube (‹jeweils›, ‹früher›), Aupe (‹Alpen›); dänke (‹denken›), tänkt (‹gedacht›); rède (‹reden›), rètte (‹retten›); Gang (‹Gang›), ggange (‹gegangen›); plaage (‹plagen›), schnaagge (‹kriechen›)
In Anlehnung an das hochdeutsche Schriftbild werden p und t nach einem kurzen Vokal verdoppelt. Im Wortanlaut sowie nach langem Vokal, Diphthong oder Konsonanten schreibt man p und t hingegen einfach.
Bernd. Ròupe (‹Raupe›), Rappe (‹Rappen›); Mueter (‹Mutter›), Vatter (‹Vater›); raate (‹raten›), Ratte (‹Ratte›); hùrti (‹schnell›); Chèmpe (‹grosse Steine›)
Behauchtes p oder t im Anlaut schreibt man ph bzw. th.
Bernd. phaute (‹behalten›), Thèè (‹Tee›)
Trifft in einer Verbform die Endung t auf ein d, schreibt man dt. Zudem behalten gewisse Wörter aus dem Hochdeutschen die Endung dt.
rède (‹reden›), grèdt (‹geredet›); Stadt, verwandt
Variante
Neben p und t kann beim Partizip Perfekt auch die Schreibung mit bb und dd verwendet werden, um grafisch in der Nähe der Grundform zu bleiben.
Bernd. bblaase/plaase (von blaase; ‹geblasen›), bbräätlet/präätlet (von bräätle; ‹gegrillt›); ddänkt/tänkt (von dänke; ‹gedacht›), dduscht/tuscht (von dusche; ‹geduscht›)
Erstauflage
Dieth unterschied zwischen starkem, aber kurzem p und t sowie starkem, langem pp und tt.
Bernd. rède bzw. zürichd. rede (‹reden›), zürichd. rete (‹retten›), bernd. rètte (‹retten›); zürichd. Vater, Mueter; bernd. Vatter, Muetter

#### Reibelaute
| kurz/schwach | f (v) | s  | sch | ch |
| lang/scharf  | ff    | ss | sch | ch |

Bernd. afe (‹bereits›), Affe (‹Affen›); use (‹raus›), ùsse (‹draussen›); nùùsche (‹herumwühlen›), pfùsche (nicht pfùschsche; ‹pfuschen›); ache (‹hinunter›, ‹herunter›), lache (nicht lachche; ‹lachen›)
Wörter mit f-Laut, die im Hochdeutschen mit v geschrieben werden, behalten das v. Das v kann jedoch nicht für den w-Laut stehen.
Bernd. Vògu (‹Vogel›), Waase (nicht Vaase; ‹Vase›)
Sch + p bzw. sch + t werden im Wortanlaut zu sp bzw. st. Dies gilt auch bei zusammengesetzten Wörtern.
Bernd. spuele (‹spulen›), zrüggspuele (‹zurückspulen›); stògle (‹stolpern›), gstòglet (‹gestolpert›); aber Fäischter (‹Fenster›), Pfòschte (‹Pfosten›)
Variante
Der palatalisierte ch-Laut (wie in hochdeutsch ich) kann ĉh geschrieben werden.
Walliserd. ĉhennu (‹können›)
Erstauflage
Dieth schlug in der Erstauflage das Sonderzeichen ʃ für den schwachen sch-Laut vor. Für den scharfen sch-Laut verwendete er ʃʃ, für den scharfen ch-Laut cch und für den scharfen s-Laut neben ss auch ß. Aufgrund des Sonderzeichens ʃ bleiben ʃ + p sowie ʃ + t im Wortanlaut ʃp bzw. ʃt.
| kurz/schwach | f (v) | s    | ʃ  | ch  |
| lang/scharf  | ff    | ss/ß | ʃʃ | cch |

Bernd. use, ùsse/ùße; nùùʃe, pfùʃʃe; ache, lacche; ʃpuele, ʃtògle

#### Verschlussreibelaute
| pf | z/tz | tsch | k/ck |

Bernd. pfuuse (‹schlafen›), Ö̀pfu (‹Apfel›); Zittig (‹Zeitung›), Bèiz (‹Restaurant›); tschègge (‹begreifen›), pflòtschnass (‹triefend nass›); kö̀merle (‹einkaufen›), hèiku (‹heikel›)
Nach kurzem Vokal steht tz bzw. ck (anstatt z bzw. k), ausser wenn das entsprechende hochdeutsche Wort mit z oder k geschrieben wird.
Bernd. Stùtz (‹Franken›, ‹steile Strasse›), Batze (‹Münze›), aber Chrüz (wegen ‹Kreuz›); sèckle (‹rennen›)
In einigen Fällen ist es angebracht, ts statt z bzw. gch statt k zu schreiben, damit der Wortstamm bzw. der Wortaufbau grafisch erhalten bleibt.
Bernd. zmìtts (nicht zmìtz, wegen Mitti; ‹inmitten›), säutsaam (wegen säute; ‹seltsam›); gchlemmt (nicht klemmt, wegen chlemme; ‹geklemmt›), gchòuft (‹gekauft›); aber kènnt (wegen kènne; ‹gekannt›)
Das behauchte gg gewisser Mundarten, wie des Basel- und Bündnerdeutschen, wird kh geschrieben (statt ggh).
Churerd. Khur (‹Chur›), Khua (‹Kuh›), kho (‹kommen›)
Erstauflage
Dieth verwendete tʃ anstelle von tsch.

#### Hauchlaut
| h |

Bernd. aahaute (‹anhalten›), Hìmu (‹Himmel›), abverhèit (‹missraten›)

#### Stimmlaute
| kurz/schwach | m  | n  | ng | l  | r  |
| lang/stark   | mm | nn | ng | ll | rr |

Bernd. ö̀mu (‹jedenfalls›), äne (‹drüben›), äng (‹eng›), Lö̀ö̀u (‹Dummkopf›), gränne (‹weinen›); zürichd. Hamer, bernd. Hammer (‹Hammer›); zürichd. Sune, bernd. Sùnne (‹Sonne›)
ng + k schreibt man nk, ng + g wird zu nng und ng + gg wird zu ngg.
Bernd. Anke (‹Butter›), männgisch (‹manchmal›), Schìngge (‹Schinken›)
Vor t, sch, scht und p werden langes m, n, l und r in der Regel einfach geschrieben.
Bernd. dù chùnsch (nicht dù chùnnsch; ‹du kommst›), är chùnt (nicht är chùnnt; ‹er kommt›); Lämpe (nicht Lämmpe; ‹Ärger›); aber das stìmmt (wegen stìmme; ‹das stimmt›)
Varianten
Ein zu u gewordenes (vokalisiertes) l im Wortinneren kann neben u auch ḷ (l mit untersetztem Punkt) oder w geschrieben werden. Am Wortende kann aber nur u geschrieben werden.
Bernd. gfauue/gfaḷḷe/gfawwe (‹gefallen›), Fäud/Fäḷd/Fäwd (‹Feld›); jedoch nur Näbu (‹Nebel›)
Erstauflage
Ein zu u gewordenes l wird immer, also auch am Wortende, l, ḷ oder w geschrieben. Die Schreibung mit u ist nicht vorgesehen.

#### Halbvokale
| j | w |

Bernd. Jaar (‹Jahr›), trääje (‹drehen›), nö̀iji (‹neue›); was (‹was›), wisawii (‹vis-à-vis›), wääje (‹wehen›)
k + w schreibt man qu.
Bernd. Quèuue, aber baseld. Gwèlle (‹Quelle›)

#### Schreibung am Wortende
Konsonanten am Wortende mit vorangehendem kurzen Vokal werden verdoppelt, ausser wenn das entsprechende hochdeutsche Wort nur mit einem Schlusskonsonanten geschrieben wird.
Bernd. Tö̀ff (‹Motorrad›), Flùss (‹Fluss›), lùgg (‹lose›), wènn (‹wann›), nätt (‹nett›); aber Bö̀s (‹Bus›), mìt (‹mit›), am (‹am›, ‹um›)
Erstauflage
Nach der Erstauflage schreibt man Konsonanten am Wortende immer einfach, also auch:
Bernd. Tö̀f, Flùs, lùg, wèn, nät

### Angleichungen
Lautliche Angleichungen zwischen mehreren Wörtern oder innerhalb eines zusammengesetzten Wortes werden in der Regel schriftlich nicht wiedergegeben, um die Lesbarkeit nicht zu beeinträchtigen.
Bernd. d Hǜng (nicht t Hǜng; ‹die Hunde›), är het gseit (nicht är he gseit; ‹er hat gesagt›), zürichd. nöd vil (nicht nöpfil; ‹nicht viel›); bernd. Schiudchròtt (nicht Schiukròtt; ‹Schildkröte›), Bettgschteu (nicht Beggschteu; ‹Bettgestell›); jedoch Gròsvatter (zu gròòss; ‹Grossvater›), Häntsche (zu Hand; ‹Handschuh›)
Ebenfalls werden geringfügige lautliche Abweichungen vom Hochdeutschen, in gebeugten oder abgeleiteten Wörtern sowie bei der Vorsilbe ab- schriftlich nicht angeglichen, wenn die Aussprache selbstverständlich ist (da die nicht angeglichene Lautfolge so nie ausgesprochen wird).
Bernd. Hèrbscht (nicht Hèrpscht; ‹Herbst›); du läbsch, är läbt, gläbt (nicht du läpsch, är läpt, gläpt; ‹du lebst, er lebt, gelebt›); bèläbt (nicht bèläpt; ‹belebt›); am blödschte (nicht am blötschte; ‹am blödesten›); abghèie (nicht apghèie; ‹abfallen›)
Angeglichen werden muss jedoch, wenn ein Unterlassen der Angleichung zu einer falschen Aussprache führen würde.
Bernd. äntlech (trotz Ändi; ‹endlich›), frǜntlech (trotz Frǜnd; ‹freundlich›); jedoch frìdlech (‹friedlich›)
Im Gegensatz zur Vorsilbe ab- wird bei der hochdeutschen Vorsilbe be- angeglichen, wo p statt b gesprochen wird.
Bernd. psueche (‹besuchen›), Pschǜtti (‹Jauche›); jedoch bèdanke (‹bedanken›)
Der besseren Lesbarkeit wegen soll das e in den Vorsilben ver- und der- (hochdeutsch da-) sowie in mer (‹wir›, ‹man›, ‹mir›) geschrieben werden, obwohl es oft nicht ausgesprochen wird. Im Artikel der kann das e hingegen ausgelassen werden.
Bernd. vernùùsche (‹verlegen›); derbii (nicht drbii; ‹dabei›); är hèt mer gschrìbe (nicht är hèt mr gschrìbe; ‹er hat mir geschrieben›), zürichd. mer müend (nicht mr müend; ‹wir müssen›); bernd. der/dr anger (‹der andere›), der/dr Wääg (‹der Weg›)
Erstauflage
Nach der Erstauflage wird die Vorsilbe be- immer mit b geschrieben, ausser wenn kein Bezug zum Hochdeutschen mehr besteht (und die Schreibung mit b somit zu einer falschen Aussprache führen würde).
Bernd. bsueche, Bschǜtti; jedoch phaute (‹behalten›), prìchte (‹berichten›)

### Zusammenschreibung

#### Pronomen
Das Pronomen s bzw. sch (hochdeutsch es/sie) wird dem vorausgehenden Wort angefügt.
Bernd. wènns gèit (‹wenn es geht›), wènn sìs sèit (‹wenn sie es sagt›), är hèts gwǜsst (‹er hat es gewusst›), wos gsèè hèi (‹als sie gesehen haben›), walliserd. was hènsch gsèit? (‹was haben sie gesagt?›)
Ist das Pronomen mer (‹wir›, ‹man›, ‹mir›) mit dem vorausgehenden Verb verschmolzen, so schreibt man zusammen.
Zürichd. muemer (‹muss man›), müemer (‹müssen wir›), hämer (‹haben wir›); jedoch säg mer (‹sage mir›), mìr händ (‹wir haben›)

#### Artikel
Artikel können mit der vorausgehenden Präposition verschmelzen. Es wird zusammengeschrieben, wenn die Präposition mit einem Vokal endet und der Artikel nicht mehr die ursprüngliche Form d, de, der oder ds besitzt.
Bernd. ir Schachtle (‹in der Schachtel›), i(ne)re Schachtle (‹in einer Schachtel›), näbä(ne)re Schachtle (‹neben einer Schachtel›); jedoch näbä dr Schachtle (‹neben der Schachtel›)
Endet die Präposition mit einem Konsonanten, kann zusammen wie getrennt geschrieben werden. Beim Artikel s (das) wird immer zusammengeschrieben.
Bernd. ùnger em / ùngerem Bètt (‹unter dem Bett›), uf em / ufem Bètt (‹auf dem Bett›); ufs Bètt (‹auf das Bett›)
Erstauflage
Nach der Erstauflage darf eine Präposition, die mit einem Konsonanten endet, nicht mit dem nachfolgenden Artikel (ausser s) zusammengeschrieben werden.
Bernd. ùnger em Bètt, uf em Bètt; aber ufs Bètt

#### Verbindungs-n
Das Verbindungs-n wird ans vorausgehende Wort angefügt.
Bernd. am enen angeren Ort (‹an einem anderen Ort›)

#### Apostroph
Der Apostroph sollte nicht verwendet werden, um Auslassungen oder einzelne Bestandteile einer Zusammenschreibung hervorzuheben.
Bernd. z Òute (nicht z’Ôute; ‹in Olten›), är hèts gsèè (nicht är hèt’s gsèè; ‹er hat es gesehen›), gueten Aabe (nicht guete’n Aabe; ‹guten Abend›)

### Gross-/Kleinschreibung
Die Gross- und Kleinschreibung folgt dem Hochdeutschen.
Erstauflage
Dieth schrieb in der Erstauflage die gemässigte Kleinschreibung vor. Neben Eigennamen und Höflichkeitsformen sollte nur das erste Wort eines Satzes grossgeschrieben werden.

### Fremdwörter und Eigennamen
Fremdwörter und Eigennamen ‹können› lautgetreu geschrieben werden.
Bernd. Biljèè (‹Billett›), Bischu (fr. bijou; ‹Schmuckstück›), Disggò (‹Disco›), Gguaffö̀ö̀r (‹Coiffeur›), Kòmpjuuter (‹Computer›), Mèèr (fr. mère; ‹Mutter›), Naziòòn (‹Nation›), tschòge (‹joggen›); Buume (‹Baumann›), Mǜuuer (‹Müller›), Pèsche (‹Peter›); Bieu (‹Biel›), Brèitsch (‹Breitenrain›), Bùrtlef (‹Burgdorf›), Mǜnchebùchsi (‹Münchenbuchsee›)

## Textprobe
In Berndeutsch (enge Umsetzung), nach der zweiten Auflage:
Dr Nòrdwìnd u d Sùnne hèi èinìsch mìtenang gchìflet, wäär vò ìne bèide äch dr Stèrcher sig, aus e Wanderer, wò ìmene warme Mantu iighǜut gsii ìsch, derhäär chòò ìsch. Sì si sech èinig wòrde, dass dää vò ìne fǜr e Stèrcher söu gäute, wò dr Wanderer zwìngt, si Mantu abznää. Dr Nòrdwìnd hèt mit aùùer Chraft plaase, abr jè mèè är plaase hèt, deschtò mèè hèt sech dr Wanderer ì si Mantu iighǜut. Schlièsslech hèt dr Nòrdwìnd dr Kampf ufggää. Jetzt het d Sùnne d Lùft mìt ìrere frǜntleche Straale èrwärmt, u schò nach wènige Òugeblìcke hèt dr Wanderer si Mantu abzòge. Da hèt dr Nòrdwìnd müesse zuegää, dass d Sùnne di Stèrcheri vò ìne bèide ìsch.
Nach der Erstauflage:
Dr nòrdwind u d sùnne hëy ëynisch mitenang gchiflet, wäär vò ine bëyde äch dr ʃtërcher syg, aus e wanderer, wò imene warme mantu yghǜut gsy isch, derhäär chòò iʃ. Si sy sech ëynyg wòrde, das dää vò ine fǜr e ʃtërcher söu gäute, wò dr wanderer zwingt, sy mantu abznää. Dr nòrdwind hët mit aùùer chraft plaase, abr jë mëë är plaase hët, deʃtò mëë hët sech dr wanderer i sy mantu yghǜut. Ʃlyësslech hët dr nòrdwind dr kampf ufggää. Jetzt het d sùnne d lùft mit irere frǜntleche ʃtraale ërwärmt, u ʃò nach wënyge òugeblicke hët dr wanderer sy mantu abzòge. Da hët dr nòrdwind müesse zuegää, das d sùnne dy ʃtërchery vò ine bëyde iʃ.
Phonetische Transkription:
/tr nɔrtʋɪnt u t͡sʊnːə hɛi ɛinɪʃ mɪtːənaŋ k͡xɪflətː | ʋæːr fɔ ɪnə pɛitə æx tr ʃtːɛrxər sik | aus ə ʋantərər | ʋɔ ɪmənə ʋarmə manːtu iːkʰʏutː ksiː ɪʃ | trhæːr xɔː ɪʃ ‖ sɪ si səx ɛinik ʋɔrtə | tas tæː fɔ ɪnə fʏrə ʃtɛrxər sœu kæutə | ʋɔ tr ʋantərər t͡sʋɪŋtː | si manːtu apt͡snæː ‖ tr nɔrtʋɪnt hɛtː mɪtː auːər xraftː pːlaːsə | apr jɛ mɛː ær pːlaːsə hɛtː | dɛʃtɔ mɛː hɛtː səx tr ʋantərər ɪ si manːtu iːkʰʏutː ‖ ʃliəsːləx hɛtː tr nɔrtʋɪnt tr k͡xamp͡f ufkːæː ‖ jɛt͡stː hɛtː t͡sʊnːə tlʊftː mɪtː ɪrərə frʏntːləxə ʃtraːlə ɛrʋærmtː | u ʃɔ nax ʋɛnikə ʊukəplɪk͡xːə hɛtː tr ʋantərər si manːtːu apt͡sɔkæ ‖ ta hɛtː tr nɔrtʋɪnt myəsːə t͡suəkæː | tas t͡sʊnːə ti ʃtɛrxəri fɔ ɪnə pɛitə ɪʃ/
Hochdeutsche Übersetzung:
Einst stritten sich Nordwind und Sonne, wer von ihnen beiden wohl der Stärkere wäre, als ein Wanderer, der in einen warmen Mantel gehüllt war, des Weges daherkam. Sie wurden einig, dass derjenige für den Stärkeren gelten sollte, der den Wanderer zwingen würde, seinen Mantel abzunehmen. Der Nordwind blies mit aller Macht, aber je mehr er blies, desto fester hüllte sich der Wanderer in seinen Mantel ein. Endlich gab der Nordwind den Kampf auf. Nun erwärmte die Sonne die Luft mit ihren freundlichen Strahlen, und schon nach wenigen Augenblicken zog der Wanderer seinen Mantel aus. Da musste der Nordwind zugeben, dass die Sonne von ihnen beiden der Stärkere war.

## Anwendung
Die Dieth-Schreibung wird in allen Bänden der Reihe Grammatiken und Wörterbücher des Schweizerdeutschen in allgemeinverständlicher Darstellung, die vom Bund Schwyzertütsch bzw. Verein Schweizerdeutsch betreut wurden, angewandt. Darunter befinden sich unter anderem:
- Hans Bossard: Zuger Mundartbuch. Schweizer Spiegel Verlag, Zürich 1962 (Grammatiken und Wörterbücher des Schweizerdeutschen. Bd. 4).
- Armin Bratschi, Rudolf Trüb: Simmentaler Wortschatz. Wörterbuch der Mundart des Simmentals (Berner Oberland). Ott Verlag, Thun 1991 (Grammatiken und Wörterbücher des Schweizerdeutschen. Bd. 12).
- Ludwig Fischer: Luzerndeutsche Grammatik. Neuausgabe. Schweizer Spiegel Verlag. Zürich 1960 (Grammatiken und Wörterbücher des Schweizerdeutschen. Bd. 2).
- Heinz Gallmann: Zürichdeutsches Wörterbuch. 3. Aufl. Verlag Neue Zürcher Zeitung, Zürich 2015.
- Rudolf Suter: Baseldeutsch-Grammatik. 3. Aufl. Christoph Merian Verlag, Basel 1992 (Grammatiken und Wörterbücher des Schweizerdeutschen. Bd. 6, Ed. 3).
- Rudolf Suter: Baseldeutsch-Wörterbuch. 2. Aufl. Christoph Merian Verlag, Basel 1995 (Grammatiken und Wörterbücher des Schweizerdeutschen. Bd. 9, Ed. 2).
- Albert Weber: Zürichdeutsche Grammatik. Verlag Rohr, Zürich 1987 (Grammatiken und Wörterbücher des Schweizerdeutschen. Bd. 1, Ed. 3).

Ebenfalls nach der Dieth-Schreibung richten sich die Publikationen des Phonogrammarchivs der Universität Zürich, dessen Präsident Dieth über zwanzig Jahre lang war.
Auch andere Publikationen richten sich nach Dieth, beispielsweise:
- Karl Imfeld: Obwaldner Mundart-Wörterbuch. Brunner Verlag, Kriens (2000).
- Christian Schmutz, Walter Haas: Senslerdeutsches Wörterbuch. 3. Aufl. Paulusverlag, Freiburg 2013 (Deutschfreiburger Beiträge zur Heimatkunde. Bd. 65, Ed. 3).
- Viktor Schobinger: Zürichdeutsch kurz und bündig. Schobinger-Verlag, Zürich 2006.
- Otto Uehlinger: Schafuuser Mundart. Schaffhauser Kantonalbank, Schaffhausen 1982.

In der Dialektliteratur wird sie viel seltener gebraucht; Beispiele für Autoren, die sie anwenden, sind die Zürcher Oberländerin Barbara Egli sowie der schon genannte Viktor Schobinger in seine Züri-Krimi. Berndeutsche Autoren, insbesondere solche aus dem Berner Unterland, richten sich gewöhnlich nach der Bärndütsche Schrybwys, andere haben Eigenschreibungen, die aber oft an die Dieth-Schreibung angelehnt sind.
Da die Dieth-Schreibung ein exaktes Vorgehen voraussetzt, ist sie nie eigentlich populär geworden. Dementsprechend findet sie im ungezwungenen und spontanen Dialektschreiben kaum je Anwendung.